# Pommeau (poignée)
Pour les articles homonymes, voir pommeau.
 (janvier 2024).
Si vous disposez d'ouvrages ou d'articles de référence ou si vous connaissez des sites web de qualité traitant du thème abordé ici, merci de compléter l'article en donnant les références utiles à sa vérifiabilité et en les liant à la section « Notes et références ».

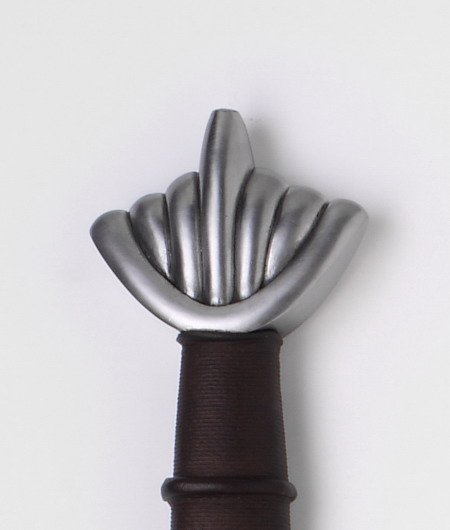
Pommeau d'épée.

Le pommeau est l'extrémité d'une poignée (de parapluie, d'une canne, d'une épée). 
Le pommeau peut être fait dans diverses matières : bois (bois précieux), ivoire, corne…

## Épée
Le pommeau d’une épée est le contrepoids situé en deçà de la fusée pour améliorer sa maniabilité. Il a donc un rôle complémentaire de celui de la gouttière.
Pour les montages sur soie (en opposition à la plate semelle), il permet d'effectuer la rivure, pour maintenir convenablement en place et sans jeu l'ensemble formé par la lame, la garde, la fusée, et, de fait, le pommeau.